# Sinterklaasjournaal
Het Sinterklaasjournaal is de jaarlijkse fictieve nieuwsrubriek in het kader van de traditionele sinterklaasviering van de NTR (voorheen een samenwerking van de KRO, NPS, TROS, Teleac/NOT en VPRO, later alleen van de NPS) op de Nederlandse televisie, waarin wordt getoond wat Sinterklaas zoal meemaakt. Het format van het 'echte' televisiejournaal wordt geïmiteerd, waarbij verhaallijnen in fragmenten als reportages worden gepresenteerd. Hierdoor kan het gezien worden als een scripted-realityprogramma.

## Geschiedenis en inhoud
De eerste aflevering is sinds 2012 vijf dagen voor de landelijke intocht van Sinterklaas, die op de eerste zaterdag na Sint-Maarten valt. Tot en met 2011 was dit drie dagen voor de intocht. De laatste aflevering is de dag voor pakjesavond.
Het Sinterklaasjournaal wordt tijdens de sinterklaasperiode dagelijks uitgezonden rond 18.00 uur. Op de zaterdag van de intocht is er om 12.00 uur een extra lange uitzending van het Sinterklaasjournaal die bestaat uit een rechtstreeks uitgezonden verslag van de intocht. Buiten Nederland kan het Sinterklaasjournaal ook via BVN bekeken worden.
Een normale aflevering (behalve de laatste reguliere aflevering van het seizoen) kent de volgende onderwerpen:
- hoofdonderwerpen (meestal drie)
- kort nieuws
- Pietenweer

Elke zondag is er het Sinterklaasjournaal weekoverzicht en op pakjesavond wordt er een jaaroverzicht uitgezonden. In 2012 werd er na iedere reguliere uitzending een extra uitzending op de website van het Sinterklaasjournaal geplaatst. Ze bevatten bonusmateriaal dat niet op televisie werd uitgezonden. In 2013 keerde dit onderdeel niet meer terug.
In de laatste reguliere aflevering van het seizoen verlaat de presentatrice altijd halverwege de uitzending de studio om op locatie te gaan (meestal in opdracht van Sinterklaas).
De leadermuziek werd in 2005 en 2006 gewijzigd.
In 2014 was het de eerste keer dat er in het Sinterklaasjournaal niet alleen Zwarte Pieten meededen. Het seizoen in 2019 was het eerste waarin helemaal geen Zwarte Pieten meer zaten.
In 2016 heeft het Sinterklaasjournaal een lichte make-over gehad. De leader werd veranderd (de muziek is echter hetzelfde gebleven), een aantal bumpers, de studio en de website zijn vernieuwd.
In 2020 en 2021 werd de landelijke intocht van Sinterklaas vanwege de coronacrisis niet live uitgezonden, maar van tevoren opgenomen. De aankomstlocatie werd geheimgehouden tot de uitzending van het Sinterklaasjournaal om te voorkomen dat er publiek bij zou zijn.
Er verschijnt jaarlijks een Sinterklaasjournaal Doeboek met daarin spelletjes en knutselwerken rond het thema Sinterklaas. Dit Doeboek verschijnt in de week voordat het Sinterklaasjournaal begint.
Sinds 2023 is er het praatprogramma Speculasies, waarin vooruit wordt gekeken en teruggeblikt op de uitzending van het Sinterklaasjournaal. Dit programma wordt gepresenteerd door Thomas van Luyn.
In de zomer van 2024 werd Merel Westrik aangesteld om dat jaar het Sinterklaasjournaal over te nemen omdat Dieuwertje Blok ziek was. In eerste instantie zou dit tijdelijk zijn, maar Blok overleed begin 2025 aan haar ziekte. Westrik zou het programma derhalve blijven presenteren. Blok heeft in totaal 23 seizoenen met 551 afleveringen gepresenteerd.

## Waardering
In 2013 won het Sinterklaasjournaal de Gouden Stuiver bij het Gouden Televizier-Ring Gala. In 2011 en 2012 was het ook genomineerd, maar toen gingen respectievelijk Taarten van Abel en Het Klokhuis er met de prijs vandoor. In 2015 werd het programma genomineerd voor de Zilveren Nipkowschijf, de prijs van tv-critici voor het beste Nederlandse televisieprogramma, vanwege de creatieve manier waarop het in 2014 omging met de zwartepietendiscussie. In 2021 was het Sinterklaasjournaal laureaat van de Ere Zilveren Nipkowschijf.

## Seizoenen
| Seizoen | Afleveringen | Uitzendingen                  |
| ------- | ------------ | ----------------------------- |
| 1       | 21           | 14 november - 4 december 2001 |
| 2       | 22           | 13 november - 4 december 2002 |
| 3       | 23           | 12 november - 4 december 2003 |
| 4       | 25           | 10 november - 4 december 2004 |
| 5       | 26           | 9 november - 4 december 2005  |
| 6       | 20           | 15 november - 4 december 2006 |
| 7       | 21           | 14 november - 4 december 2007 |
| 8       | 23           | 12 november - 4 december 2008 |
| 9       | 24           | 11 november - 4 december 2009 |
| 10      | 25           | 10 november - 4 december 2010 |
| 11      | 26           | 9 november - 3 december 2011  |
| 12      | 23           | 12 november - 4 december 2012 |
| 13      | 24           | 11 november - 4 december 2013 |
| 14      | 24           | 11 november - 4 december 2014 |
| 15      | 26           | 9 november - 4 december 2015  |
| 16      | 26           | 9 november - 3 december 2016  |
| 17      | 22           | 13 november - 4 december 2017 |
| 18      | 23           | 12 november - 4 december 2018 |
| 19      | 24           | 11 november - 4 december 2019 |
| 20      | 26           | 9 november - 4 december 2020  |
| 21      | 27           | 8 november - 4 december 2021  |
| 22      | 28           | 7 november - 3 december 2022  |
| 23      | 22           | 13 november - 4 december 2023 |
| 24      | 24           | 11 november - 4 december 2024 |
| 25      | 25           | 10 november - 4 december 2025 |

## Presentatie en verslaggeving
| Naam                                     | Rol                                        | Periode         |
| ---------------------------------------- | ------------------------------------------ | --------------- |
| Merel Westrik                            | presentatrice                              | 2024–heden      |
| Herman van der Zandt                     | voice-over                                 | 2024–heden      |
| Jeroen Kramer                            | verslaggever                               | 2005–heden      |
| Jeroen Kramer                            | verslaggever bij de intocht                | 2007–2022       |
| Jeroen Kramer                            | internetpresentator                        | 2012            |
| Stephanie van Eer                        | verslaggever / verslaggever bij de intocht | 2025            |
| Voormalige presentators en verslaggevers |                                            |                 |
| Dieuwertje Blok                          | presentatrice                              | 2001–2023       |
| Dieuwertje Blok                          | internetpresentatrice                      | 2012            |
| Kees Driehuis                            | voice-over                                 | 2001–2017       |
| Reinier van den Hout                     | voice-over                                 | 2018–2022       |
| Aart Staartjes                           | verslaggever / verslaggever bij de intocht | 2001            |
| Rik Hoogendoorn                          | verslaggever / verslaggever bij de intocht | 2002–2006       |
| Rachel Rosier                            | verslaggever / verslaggever bij de intocht | 2019–2024       |
| Lot Lohr                                 | verslaggever                               | 2002            |
| Aldith Hunkar                            | verslaggever                               | 2002            |
| Wouke van Scherrenburg                   | verslaggever                               | 2003            |
| Klaas van der Eerden                     | verslaggever                               | 2003            |
| Sipke Jan Bousema                        | verslaggever                               | 2003            |
| Dolores Leeuwin                          | verslaggever                               | 2004, 2012–2015 |
| Dolores Leeuwin                          | internetpresentatrice                      | 2012            |
| Martijn Krabbé                           | verslaggever                               | 2006            |
| Lex Uiting                               | verslaggever                               | 2016            |
| Charlie Chan Dagelet                     | verslaggever                               | 2017            |
| Fenna Ramos                              | verslaggever                               | 2018            |

## Rolverdeling

### Huidige rolverdeling
| Rol                                        | Acteur                 | Periode                     |
| ------------------------------------------ | ---------------------- | --------------------------- |
| Sinterklaas                                | Stefan de Walle        | 2011–heden                  |
| Hoofdpiet                                  | Niels van der Laan     | 2018–heden                  |
| Wellespiet                                 | Dick van den Toorn     | 2001–heden                  |
| Boekpiet                                   | Marc Nochem            | 2004–heden                  |
| Reservepiet                                | Pim Muda               | 2008–2013, 2015, 2017–heden |
| Vergeetpiet (Hulpsinterklaas in 2017)      | John Jones             | 2010–heden                  |
| Malle Pietje (voorheen Piet)               | Owen Schumacher        | 2011, 2017–heden            |
| Proefpiet (voorheen Strooipiet & Vlogpiet) | Leon van der Zanden    | 2014, 2016–2021, 2023–heden |
| Verdwaalpiet (voorheen Nieuwe Piet)        | Mingus Dagelet         | 2018–heden                  |
| Piet de Smeerpoets                         | Han Oldigs             | 2019–heden                  |
| Rijmpiet (Hulpsinterklaas in 2017)         | Jeroen Spitzenberger   | 2017, 2020–heden            |
| Chocopiet                                  | Rosa da Silva          | 2021, 2023–heden            |
| Rijmpiet                                   | Jip Smit               | 2021, 2023–heden            |
| Slimpiet                                   | Jeske van de Staak     | 2022, 2024–heden            |
| Pieterbaas                                 | Rick Paul van Mulligen | 2024–heden                  |
| Piet                                       | Sara Afiba             | 2024–heden                  |

### Overige en terugkerende rollen
| Rol                     | Acteur             | Periode                                |
| ----------------------- | ------------------ | -------------------------------------- |
| Willem Grol             | Ferry de Groot     | 2004–2005, 2008–2012, 2014             |
| Postbode                | Theo Schouwerwou   | 2010–2014, 2018, 2020–2022, 2024–heden |
| Jan Boel                | Bert Visscher      | 2011–2015, 2017–heden                  |
| Helma Boel              | Brigitte Kaandorp  | 2011–2015, 2017–heden                  |
| Jan Boerenfluitjes      | Erik Dijkstra      | 2015, 2017–2018                        |
| Eppo Zanik              | Freek de Jonge     | 2003, 2013–2015                        |
| Professor Titus Tillema | Dick Lam           | 2001–2012                              |
| P.O.D.                  | Bas Hoeflaak       | 2005–2013, 2020                        |
| P.O.D.                  | Peter van de Witte | 2005–2013, 2020                        |
| Jan Doedel              | André van Duin     | 2005, 2008                             |
| Meneer Spijkers         | Bruun Kuijt        | 2005, 2008, 2011–2013                  |

### Voormalige rolverdeling
| Rol                                                 | Acteur                   | Periode               |
| --------------------------------------------------- | ------------------------ | --------------------- |
| Sinterklaas                                         | Bram van der Vlugt       | 2001–2010             |
| Hoofdpiet                                           | Erik van Muiswinkel      | 2001–2015             |
| Hoofdpiet                                           | Harry Piekema            | 2017                  |
| Huispiet                                            | Maarten Wansink          | 2001–2018             |
| Wegwijspiet                                         | Michiel Kerbosch         | 2001–2005             |
| Paardenpiet Glenn                                   | Anne Rats                | 2001–2005, 2007, 2009 |
| Nietespiet                                          | Georgina Verbaan         | 2001                  |
| Pietje Precies                                      | Bob Fosko                | 2002–2017, 2019       |
| Rare Piet                                           | Rob Kamphues             | 2003–2010, 2012       |
| Sorrypiet                                           | Marc-Marie Huijbregts    | 2003–2010             |
| Piet                                                | Freek Commandeur         | 2004                  |
| Rijmpiet                                            | Jeroen van Koningsbrugge | 2005                  |
| Trompetpiet                                         | Arijan van Bavel         | 2006                  |
| Luisterpiet (Zorgpiet 2008 tot 2012)                | Joep Onderdelinden       | 2008–2017, 2020–2022  |
| Ballonnenpiet                                       | Peter Lusse              | 2008–2012             |
| Kookpiet                                            | Edo Brunner              | 2008                  |
| Lollypiet                                           | Alex Klaasen             | 2008                  |
| Pianopiet                                           | Cor Bakker               | 2008                  |
| Dirigentpiet                                        | Edwin Rutten             | 2008                  |
| Muziekpiet                                          | Nol Havens               | 2008                  |
| Pietje Paniek                                       | Jochem Myjer             | 2009–2010, 2012–2015  |
| Zielepiet                                           | Kasper van Kooten        | 2009                  |
| Moederpiet                                          | Carine Crutzen           | 2009                  |
| Cupido Piet (voorheen Clowntjespiet & Pietje Pet)   | Joost Spijkers           | 2011–2016             |
| Cupido Piet (voorheen Clowntjespiet & Pietje Pam)   | Friso van Vemde Oudejans | 2011–2017             |
| Piet                                                | Rutger de Bekker         | 2011–2012             |
| Piet                                                | Noël van Santen          | 2011                  |
| Piet                                                | Emiel de Jong            | 2011                  |
| Rolstoelpiet                                        | Thomas van Luyn          | 2011                  |
| Bootpiet                                            | Maxim Hartman            | 2012                  |
| Pietje Verliefd                                     | Valerio Zeno             | 2012                  |
| Meisjespiet                                         | Chava Voor in 't Holt    | 2012                  |
| Bakpiet                                             | Pierre Wind              | 2013                  |
| Inpakpiet                                           | Javier Guzman            | 2013                  |
| Opa Piet                                            | Peter Faber              | 2014–2015             |
| Piet Lut                                            | Ronald Snijders          | 2014                  |
| Zeurpiet                                            | Tibor Lukács             | 2014                  |
| Dokterpiet                                          | Romijn Conen             | 2014                  |
| Pietje Puk                                          | Charlie Chan Dagelet     | 2014                  |
| Piet                                                | Manuel Broekman          | 2014                  |
| Piet                                                | Abel Nienhuis            | 2015                  |
| Piet                                                | Filemon Wesselink        | 2015                  |
| Baardpiet                                           | Rienus Krul              | 2016                  |
| Pakjespiet / Bennie van Gisteren                    | Frans van Deursen        | 2016                  |
| Pietenspotter Arthur                                | Mike Weerts              | 2016                  |
| Pietenspotter Wesley                                | William Spaaij           | 2016                  |
| Zielepiet                                           | Abbey Hoes               | 2017                  |
| Moederpiet                                          | Elle van Rijn            | 2017                  |
| Hulpsinterklaas                                     | Frederik Brom            | 2017                  |
| Hulpsinterklaas                                     | Mimoun Ouled Radi        | 2017                  |
| Hulpsinterklaas                                     | Aaron Wan                | 2017                  |
| Hulppiet (voorheen Nieuwe Piet)                     | Danny Westerweel         | 2018–2022             |
| Piet Snot                                           | Minne Koole              | 2018                  |
| Nieuwe Piet                                         | Tom van Kessel           | 2018                  |
| Kookpiet                                            | Guido Weijers            | 2018                  |
| Oepsiepiet (voorheen Nieuwe Piet)                   | Desi van Doeveren        | 2018–2019             |
| Pietje (voorheen Rommelpiet/Nieuwe Piet/Pietje Puk) | Sarah Bannier            | 2015–2016, 2018–2019  |
| Paardenpiet                                         | Frederik Brom            | 2019                  |
| Rijmpiet                                            | Tex de Wit               | 2019                  |
| Piet                                                | Hans Dagelet             | 2020                  |
| Bernard het stoute kind                             | Emilio Guzman            | 2020                  |
| Piet                                                | Julia Akkermans          | 2020–2021             |
| Paardenpiet                                         | Jade Olieberg            | 2021–2022             |
| Piet Hein                                           | Bas Keijzer              | 2022                  |

## Film
De bioscoopfilm Het Sinterklaasjournaal: De Meezing Moevie uit 2009 is op de serie gebaseerd. Het publiek wordt erin opgeroepen mee te zingen. De liedteksten komen daartoe in beeld.

## Theatraal popconcert
Van 2012 tot en met 2019 werd het Zapp Sinterklaasfeest gehouden, vergelijkbaar met concurrent Het Club van Sinterklaas Feest en daarvoor Het Feest van Sinterklaas. Het geheel vond plaats in de Jaarbeurs in Utrecht in een samenwerking tussen Omroep MAX en NCRV (vanaf 2015 KRO-NCRV). Hoewel de show niet in opdracht was van de NTR, bevatte het wel een gedeelte van dezelfde cast. Het feest werd in 2012, 2013, 2016 en 2017 gepresenteerd door Jetske van den Elsen en Pepijn Gunneweg en in 2014, 2015 en 2019 door Dieuwertje Blok. In 2018 was de presentatie in handen van Dieuwertje Blok en Pepijn Gunneweg.

## Boete
In 2015 kreeg de NTR een boete van het Commissariaat voor de Media vanwege reclame maken voor het eigen Sinterklaasjournaal-inpakpapier. De som van 150.000 euro moest betaald worden omdat het inpakpapier te zien was in uitzendingen.